# 405 a.C.

## Eventos

### Ocidente
- Tito Quíncio Capitolino Barbato, Aulo Mânlio Vulsão Capitolino, Quinto Quíncio Cincinato, pela segunda vez, Lúcio Fúrio Medulino, pela segunda vez, Caio Júlio Julo, pela segunda vez, e Mânio Emílio Mamercino, tribunos consulares em Roma.
- Lisandro de Esparta derrota a frota ateniense ao largo do rio Egospótamo.
- Pausânio rei de Esparta monta um cerco a Atenas.
- Aníbal Magão promove sua segunda expedição à Sicília; As defesas de Agrigento falham na tentativa de proteger a ilha de Cartago
- Himílco sucede Aníbal Magão como rei de Cartago.